# نیروگاه برق آبی تونستاد
نیروگاه برق آبی تونستاد (به لاتین: Tonstad Hydroelectric Power Station) یک نیروگاه برقابی در نروژ است که در Sirdal واقع شده‌است.